# Fiskekaker

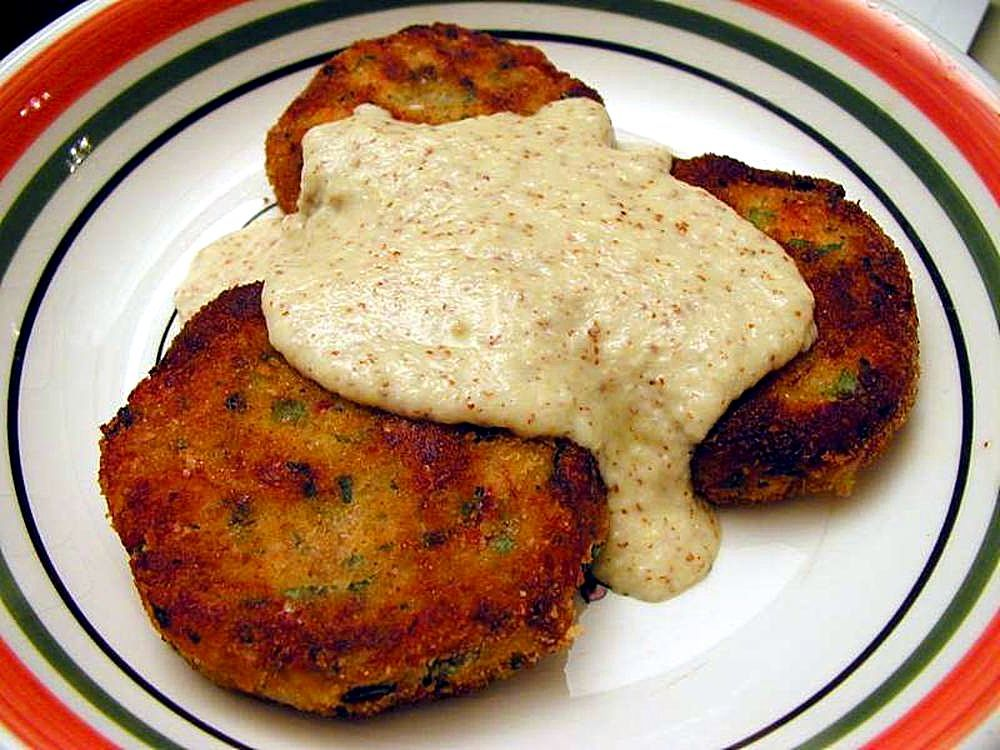
Fiskekaker

Fiskekaker (lp. fiskekake) – danie z kuchni norweskiej, rodzaj placków lub kotletów na bazie mąki i ryb. Ich dosłownie przetłumaczona nazwa to „rybne ciastka”. Stanowią popularną przekąskę na zimno lub na ciepło, jedzoną bez dodatków lub z sosami i sałatkami. Czasem występują jako podstawa obiadowego dania, jak w Polsce ziemniaki.
Fiskekaker przygotuje się w warunkach domowych lub kupuje gotowe w norweskich sklepach garmażeryjnych i rybnych. Mają formę owalnych placków o grubości 2 cm i wielkości ok. 8 cm, jasnych w środku, zrumienionych z obu stron, elastycznych i miękkich, o nieco „gumowatej” konsystencji.

## Typowy przepis
Fiskekaker z mieszanką warzywną
| Składniki na „ciastka”: - 400 g filetów rybnych bez skóry (można użyć większości dostępnych białych ryb) - 1 1/2 łyżeczki soli - 1/2 łyżeczki pieprzu - 1 łyżeczka mąki ziemniaczanej - 100 ml mleka - 1 łyżka drobno posiekanego szczypiorku (może być suszony) - masło lub margaryna do smażenia | Składniki na dodatek warzywny: - 8 małych ziemniaków - 1 plaster brukwi - 2 marchewki - 1 kabaczek - 1 por (roślina) albo 3–4 szczypiory - 10–12 świeżych liści szpinaku - 2–3 łyżki oliwy - 200 ml wody, 1 kostka bulionowa, sól, pieprz |

Filety osuszyć papierowym ręcznikiem. Wszystkie składniki na ciastka wrzucić do rozdrabniacza i zmiksować na wysokich obrotach (filety rybne można przepuścić przez zwykłą maszynkę do mięsa i domieszać resztę). Z powstałej masy uformować duże kotlety i usmażyć na złoto na maśle lub margarynie. Oczyścić i pokroić w kostkę ziemniaki oraz pozostałe warzywa. Podsmażyć razem na oliwie przez parę minut. Dodać wodę i kostkę bulionową. Gotować, aż ziemniaki zmiękną. Na koniec doprawić solą i pieprzem.
W innych przepisach zamiast mąki ziemniaczanej pojawiają się również ugotowane ziemniaki; masa bywa doprawiana wyciśniętym czosnkiem, drobno pokrojoną cebulą, papryką, startą gałka muszkatołową, koperkiem albo natką pietruszki. Fiskekaker zachowują jednak niezmiennie formę prostej, ludowej potrawy o ubogiej proweniencji, choć współcześnie niektórzy zalecają nawet podawanie ich z wykwintnym winem.